# کوه عقرا
کوه عقرا (به عربی: الجبل الأقرع) یک کوه و کوه‌های مقدس در سوریه است. کوه عقرا ۱٬۷۱۷ متر بالاتر از سطح دریا واقع شده‌است.